# Gilles Jacob
Gilles Jacob (21 september 1985) is een Belgisch hockeyer.

## Levensloop
Jacob begon zijn hockeycarrière bij Hockey Namur. Toen deze club degradeerde ging hij aan de slag bij Royal Pingouin HC. Na zes seizoenen bij deze club maakte hij de overstap naar RRC Bruxelles en een jaar later naar de Waterloo Ducks HC. Met deze club werd hij driemaal landskampioen (2012, 2013 en 2014). In 2016 sloot hij opnieuw aan bij zijn jeugdclub. Indoor bleef hij steeds actief voor de Naamse club, waarmee hij tweemaal landskampioen (2014 en 2015) werd. 
Daarnaast is hij actief bij het Belgisch zaalhockeyteam. Met de Indoor Red Lions won hij zilver op het Europees kampioenschap van 2018 te Antwerpen.
Zijn broer Olivier is eveneens actief in het hockey.